# Merobaudes (tướng)
Flavius Merobaudes (mất năm 383 hoặc 388) là một vị tướng La Mã có nguồn gốc từ người Frank.
Merobaudes là một quan chức của Hoàng đế La Mã Julianus (361-363). Ông được giao phó với việc vận chuyển thi hài của Hoàng đế khi Julianus qua đời trong chiến dịch quân sự chống lại nhà Sassanid.
Khoảng năm 375, Hoàng đế Valentinianus bổ nhiệm Merobaudes làm tổng tư lệnh quân đội (Magister militum). Sau cái chết của Valentinianus I trong cùng năm đó, Merobaudes tuyên bố rằng ông chỉ có thể kiểm soát quân đội khi con trai của Valentinianus, Valentinianus II, được chọn làm Hoàng đế. Valentinianus II cai trị cùng với người anh trai Gratianus của mình, và Merobaudes ảnh hưởng tới cả hai người bọn họ.
Merobaudes đã hai lần làm chấp chính quan, trong năm 377 với Gratianus và 383 với Saturninus. Đây là một dấu hiệu của một vinh dự lớn, vì chức chấp chính quan nhiều lần đã được dành riêng cho các thành viên của gia đình hoàng gia kể từ triều đại Constantinus I. Merobaudes có thể đã ủng hộ tổng đốc tham nhũng Romanus, và Romanus đã không bị coi là có tội.
Trong năm 378, Merobaudes đã không tuân lệnh Gratianus, vì ông đã không đưa quân đội của mình tới giúp Hoàng Đế đông La Mã, Valens khi mà ông đang bảo vệ biên giới khỏi các cuộc tấn công của người Alemanni; Valens sau đó đã chết trong trận Adrianople.
Theo nguồn cổ xưa, trong năm 383 Merobaudes hỗ trợ kẻ cướp ngôi Magnus Maximus và đã gây ra cái chết của Hoàng đế. Các nhà Sử học hiện đại, tuy nhiên, đã giảm nhẹ vai trò quan trọng của Merobaudes trong cuộc tiếm vị của Maximus. Ngay cả cái chết của ông trong năm 383 cũng bị nghi ngờ, vì một dòng chữ đề cập đến chức chấp chính quan lần thứ ba của ông vào năm 388, ngay cả bài văn tán tụng của Pacatus ghi lại cái chết của ông, có thể là tự tử. Ông có thể được chôn ở Treveri.